# Ceromitia mioclina
Ceromitia mioclina là một loài bướm đêm thuộc họ Adelidae. Loài này có ở Nam Phi.